# Nickelsburg László
Nickelsburg László (1924. április 10. – 1961. augusztus 26.) 1956-os szabadságharcos, a Baross téri felkelőcsoport parancsnoka. A forradalmat és szabadságharcot követő megtorlás egyik utolsó áldozata.

## Élete

### Származása és életútja 1956-ig
Zsidó családból származott, édesanyját és három testvérét is a bergen-belseni koncentrációs táborban ölték meg a holokauszt során. Ő is munkaszolgálatos volt, de 1944-ben megszökött és a háború végéig bujkált. A háború után meggyőződéses kommunista lett, belépett a Magyar Dolgozók Pártjába, műszerészként pedig többször sztahanovista élmunkás lett.

### Baross téri parancsnok – szerepe az 1956-os szabadságharcban
Az 1956-os forradalom során, október 26-27-e körül mégis csatlakozott a Keleti pályaudvar környékét ellenőrző Baross téri felkelőcsoporthoz, aminek egyik irányítója lett, és a csoport legmeghatározóbb vezetőjévé vált. Kommunista múltja miatt egyesek gyanakvással és megrökönyödéssel fogadták szerepvállalását, mások visszaemlékezései viszont arra utalnak, hogy valós elégedetlenség hajtotta. A csoportban fegyelmet teremtett, és katonás, rámenős, esetenként erőszakos fellépésével tekintélyt vívott ki magának. A körülbelül 150 fős csoportot vezetéséve három századba, szakaszokba, és tízfős rajokba osztották.
Egyes feltételezések és a későbbi megtorlás során megfogalmazott vád szerint, október 29-én, parancsára végeztek ki a felkelők főhadiszállásul használt Baross téri épületének pincéjének egyik kispuska lőtérként használt termében, négy a csoport által fogva tartott személyt (két ÁVH-st és két fosztogatót). A kivégzés története azonban meglehetősen ellentmondásos: semmit nem lehet tudni a kivégzettek személyazonosságáról, a holttestek sorsáról, egyes tanuk azonban állították hogy az esemény megtörtént, és hogy látták a letakart holttesteket. Ellentmondásos információk merültek fel a kivégzettek számával kapcsolatban is, mivel volt olyan tanú, aki hat, sőt mások kilenc a forradalom idején hasonlóan kivégzett személyről tettek említést. Mivel a megtorlás során elfogulatlan vizsgálatra nem kerülhetett sor, azok a Nickelsburg elleni koncepciós eljárás részei voltak, a kivégzések körülményi zavarosak és tisztázatlanok, sőt még megtörténtük is vitatott: egyes történészek szerint a kivégzések megtörténte valószínűsíthető, mások szerint viszont kizárt.
Október 30-án csoportjával részt vett a Köztársaság téri pártház ostromában, és egyes visszaemlékezések szerint az azt követő lincselésben is.
Csoportja a harcok során minden hatalmi erőtől függetlenül cselekedett, ezt kifejezve Nickelsburg „Baross Köztársaságként” utalt magukra. E függetlenségüket a nemzetőrség október 31-i megalakulásával feladták és Nickelsburg irányításával csatlakoztak a szervezethez. A csoport a harcok során több szovjet páncélost is megsemmisített.

### A bukás után – sebesülése, emigrációja és visszatérése
A november 4-i szovjet intervenció során a Baross téri csoportot felszámolták. Nickelsburg ezt követően mentőápolóként dolgozott a téren, ahol november 6-án megsebesült a lábán egy lövedéktől. 12-ig kórházban volt, majd otthonában lábadozott. Környezetéből többen arra biztatták, hogy meneküljön el az országból, de erre nem hajlott. A fenyegetővé váló viszonyok miatt december 2-án azonban Bécsbe utazott, bízva abban, hogy menekültként segélyben részesülhet. Két hónapra érvényes tartózkodási engedélyt kapott, de segélyt nem, így minden pénze elfogyott. Csalódottan és környezete tanácsai ellenére december 4-én visszatért Magyarországra.

### Letartóztatása, perei és halála
1956. december 14-én letartóztatták, de – további kapcsolatfelvételt kilátásba helyezve – 21-én elengedték. 1957. február 11-én tartoztatták le újra és az ellene folytatott nyomozást július 10-én lezárták. Életfogytiglani börtönbüntetésre ítélték.
Büntetését töltötte, amikor 1959. november 12-én új nyomozást indítottak ellene. Az állítólagosan előkerült „újabb bizonyítékok” miatt 1960. június 21-én perújítási nyomozást rendeltek el ügyében. Az új perben, 1961. július 15-én halálra és teljes vagyonelkobzásra ítélték. Kegyelmi kérvényét elutasították, a Magyar Népköztársaság Elnöki Tanácsa 1961. augusztus 21-én jóváhagyta halálos ítéletét.
Kivégzésére 1961. augusztus 26-án került sor. Ő volt az utolsó személy, akit az 1956-os forradalom és szabadságharc utáni megtorlás keretében a Kádár-rendszer kivégeztetett.